# Pays-Bas vivables
Les Pays-Bas vivables (en néerlandais : Leefbaar Nederland, abrégé en LN) est un parti politique populiste ayant existé de 1999 à 2007.

## Dirigeants
- Pim Fortuyn (2001-2002)
- Fred Teeven (2002-2003)
- Haitske van der Linde (2003-2004)
- Fons Zinken (2004-2007)

## Résultats électoraux

### Élections législatives
| Année | Voix    | %   | Sièges  | Rang | Gouvernement |
| ----- | ------- | --- | ------- | ---- | ------------ |
| 2002  | 153 055 | 1,6 | 2 / 150 | 10e  | Opposition   |
| 2003  | 38 894  | 0,4 | 0 / 150 | 11e  |              |